# Centrale thermique de Martigues
.
La centrale thermique de Martigues parfois appelée centrale de Ponteau ou centrale de Martigues-Ponteau est une centrale électrique française à cycle combiné appartenant à EDF et située en bordure de Méditerranée dans la commune de Martigues. Elle  fonctionne grâce au gaz naturel et possède une puissance de 930 MW. En 2017, sa production d'électricité fut de 4 TWh.

## Présentation
La centrale possède deux unités de production à cycle combiné de 465 MW chacune qui ont été mises en service le 31 août 2012 et le 7 juin 2013.
Quatre unités au fioul plus âgées sont en phase de déconstruction. Elles avaient été construites entre 1971 et 1974 et ont été arrêtées progressivement en 1974, 2009, 2011 et 2012.
À la suite d'une fuite sur un circuit d'huile, un incendie s'est déclaré le 5 février 2015 sur une des turbines de la centrale, entraînant l'indisponibilité des deux cycles combinés pendant plusieurs mois. L'un a pu redémarrer en juin 2015, l'autre était annoncé pour décembre 2015.
Les quatre cheminées, devenues inutiles, sont détruites par grignotage en 2023 - 2024 